# Goldens Bridge (stacja kolejowa)
Goldens Bridge – stacja kolejowa na należącej do Metro-North Railway linii Harlem. Znajduje się z census-designated place Golden’s Bridge w stanie Nowy Jork w USA.
W latach 1872–1959 była stacją węzłową. Rozpoczynało się tu odgałęzienie do Lake Mahopac.